# Alain Moizan
Alain Moizan (ur. 18 listopada 1953 w Saint-Louis) – francuski piłkarz i trener, grający podczas kariery na pozycji pomocnika.

## Kariera klubowa
Karierę piłkarską Moizan rozpoczął w drugoligowego AS Angoulême. W 1977 przeszedł do pierwszoligowego AS Monaco. Z Monaco zdobył mistrzostwo Francji w 1977 oraz Puchar Francji w 1980. W latach 1980–1982 Moizan był zawodnikiem Olympique Lyon, a w 1982–1984 AS Saint-Étienne. Po spadku Saint-Étienne do drugiej ligi w 1984 Moizan odszedł do SEC Bastia. W 1986 został zawodnikiem drugoligowego AS Cannes. Z Cannes awansował do Division 1 w 1987. Karierę zakończył rok później. Ogółem we francuskiej ekstraklasie rozegrał 296 spotkań, w których strzelił 14 bramek.
| Sezon   | Klub             | Kraj    | Rozgrywki  | Mecze | Bramki |
| ------- | ---------------- | ------- | ---------- | ----- | ------ |
| 1975/76 | AS Angoulême     | Francja | Division 2 | 26    | 1      |
| 1976/77 | AS Angoulême     | Francja | Division 2 | 32    | 1      |
| 1977/78 | AS Monaco        | Francja | Division 1 | 38    | 1      |
| 1978/79 | AS Monaco        | Francja | Division 1 | 34    | 1      |
| 1979/80 | AS Monaco        | Francja | Division 1 | 34    | 2      |
| 1980/81 | Olympique Lyon   | Francja | Division 1 | 35    | 7      |
| 1981/82 | Olympique Lyon   | Francja | Division 1 | 32    | 3      |
| 1982/83 | AS Saint-Étienne | Francja | Division 1 | 18    | 0      |
| 1983/84 | AS Saint-Étienne | Francja | Division 1 | 31    | 0      |
| 1984/85 | AS Saint-Étienne | Francja | Division 2 | 1     | 0      |
| 1984/85 | SEC Bastia       | Francja | Division 1 | 34    | 0      |
| 1985/86 | SEC Bastia       | Francja | Division 1 | 20    | 0      |
| 1986/87 | AS Cannes        | Francja | Division 2 | 32    | 1      |
| 1987/88 | AS Cannes        | Francja | Division 1 | 20    | 0      |

## Kariera reprezentacyjna
W reprezentacji Francji Moizan zadebiutował 5 września 1979 wygranym 3-1 meczu eliminacji Euro 80 ze Szwecją. Ostatni raz w reprezentacji wystąpił 9 września 1981 w przegranym 0-2 meczu eliminacji Mistrzostw Świata z Belgią. W latach 1979–1981 rozegrał w reprezentacji 7 meczów.
| Mecze i gole w reprezentacji | Mecze i gole w reprezentacji | Mecze i gole w reprezentacji | Mecze i gole w reprezentacji | Mecze i gole w reprezentacji | Mecze i gole w reprezentacji | Mecze i gole w reprezentacji |
| #                            | Data                         | Miasto                       | Przeciwnik                   | Gol                          | Wynik                        |                              |
| ---------------------------- | ---------------------------- | ---------------------------- | ---------------------------- | ---------------------------- | ---------------------------- | ---------------------------- |
| 1.                           | 05.09.1979                   | Solna                        | Szwecja                      |                              | 3:1                          | el. Euro 80                  |
| 2.                           | 10.10.1979                   | Paryż                        | Stany Zjednoczone            |                              | 3:0                          | towarzyski                   |
| 3.                           | 17.11.1979                   | Paryż                        | Czechosłowacja               |                              | 2:1                          | el. Euro 80                  |
| 4.                           | 18.02.1981                   | Madryt                       | Hiszpania                    |                              | 0:1                          | towarzyski                   |
| 5.                           | 25.03.1981                   | Rotterdam                    | Holandia                     |                              | 0:1                          | el. MŚ                       |
| 6.                           | 15.05.1981                   | Paryż                        | Brazylia                     |                              | 1:3                          | towarzyski                   |
| 7.                           | 09.09.1981                   | Bruksela                     | Belgia                       |                              | 0:2                          | el. MŚ                       |

## Kariera trenerska
Karierę trenerską Moizan rozpoczął jeszcze podczas kariery piłkarskiej, gdy będąc piłkarzem Bastii pełnił w niej rolę grającego-trenera. Dotychczas pracował głównie w Afryce, gdzie był m.in. selekcjonerem reprezentacji Mali i reprezentacji Mauretanii. Od 2008 pracuje na Nowej Kaledonii, gdzie trenuje klub AS Magenta, a od 2012 jest selekcjonerem reprezentacji Nowej Kaledonii. Z Magentą dwukrotnie zdobył mistrzostwo Nowej Kaledonii w 2008 i 2009. W 2012 doprowadził Nową Kaledonię do finału Pucharu Narodów Oceanii, w którym uległa Tahiti.